# Звездест топкоопашат гекон
Звездестите топкоопашати гекони (Nephrurus stellatus), наричани също шишаркоопашати гекони, са вид дребни влечуги от семейство Carphodactylidae.
Разпространени са в пустинните области на южна Западна Австралия и полуостров Ейр. Те са яйцеснасящи, активни главно през нощта и достигат маса от 15 грама.